# أليكس بوشنل
أليكس بوشنل (بالإنجليزية: Alix Bushnell)‏ هي ممثلة نيوزيلندية، ولدت في 1983 في نيوزيلندا.

## وصلات خارجية
- أليكس بوشنل على موقع IMDb (الإنجليزية)
- أليكس بوشنل على موقع قاعدة بيانات الفيلم (الإنجليزية)